# Hannah Webster Foster

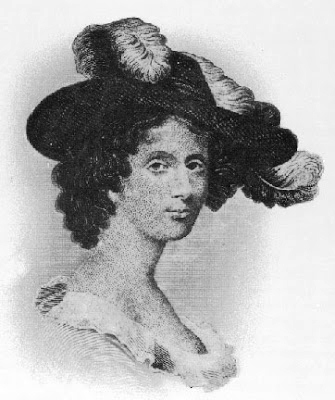
Hannah Webster Foster

Hannah Webster Foster (* 10. September 1758 in Salisbury, Province of Massachusetts Bay als Hannah Webster; † 17. April 1840 in Montreal) war eine US-amerikanische Schriftstellerin.

## Leben
Hannah Webster war die Tochter eines reichen Kaufmanns.
In den 1770er-Jahren begann sie, politische Artikel für Zeitungen in Boston zu schreiben. Ihr Briefroman Coquette; Or, the History of Eliza Wharton wurde im Jahr 1797 anonym veröffentlicht, ihr Name erschien erst 1866. Ihr zweites Buch, The Boarding School, erschien 1798.
Hannah Webster heiratete im Jahr 1785 John Foster und hatte mit ihm sechs Kinder. Als dieser 1829 starb, zog sie sich nach Montreal zurück. Ihre Töchter waren die Schriftstellerinnen Harriet Vaughan Cheney und Eliza Lanesford Cushing.